# Lamm- och fårkött

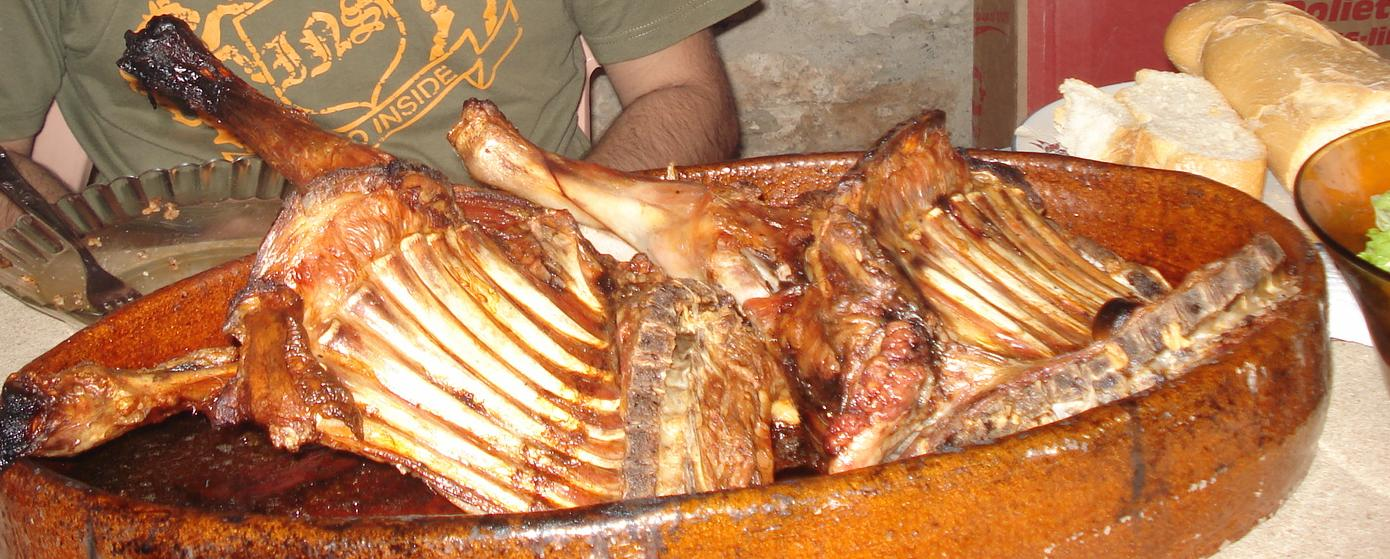
Lammkött

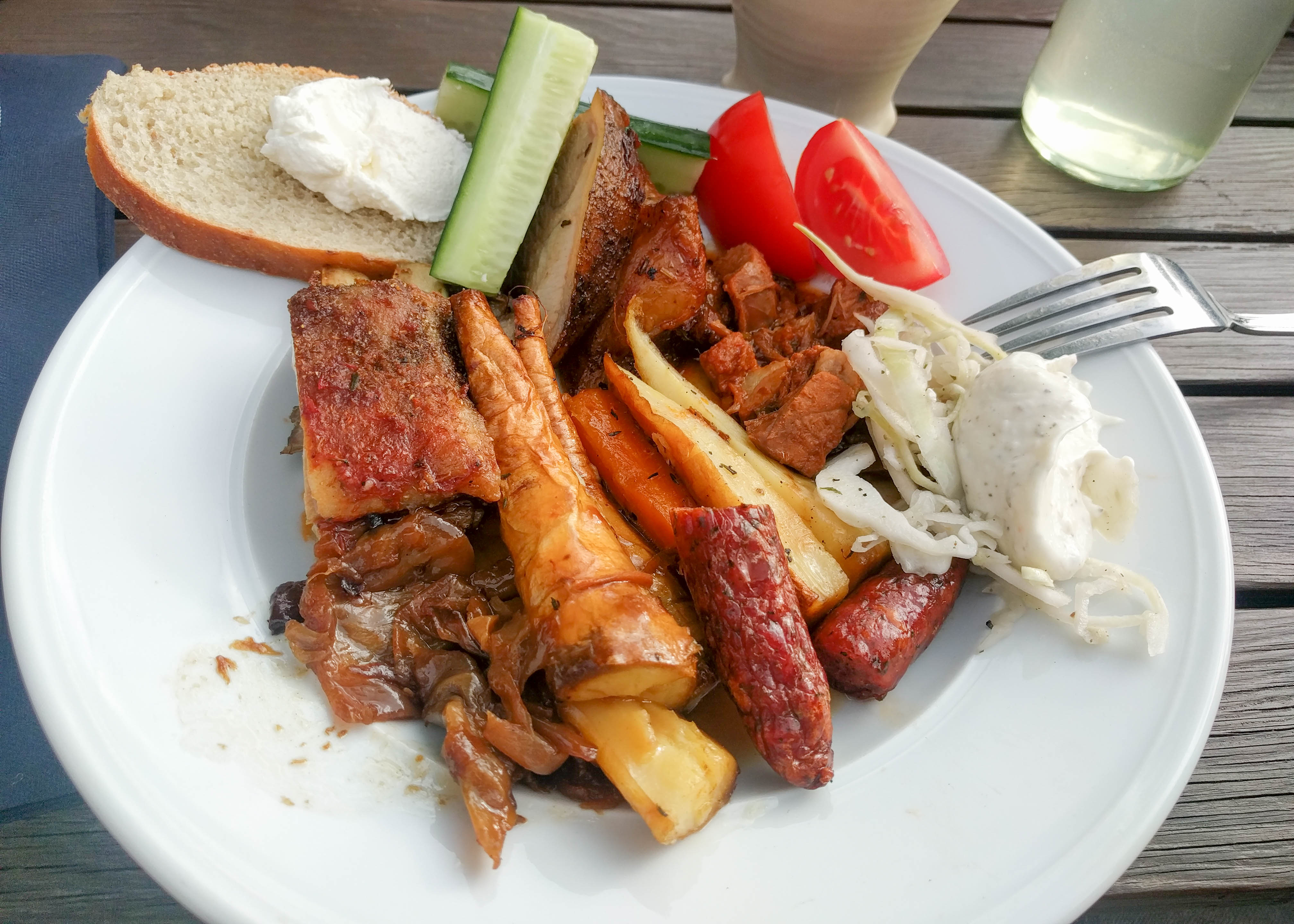
Lammgille bestående av olika köttdetaljer av lamm samt tillbehör.

Lamm- och fårkött är köttet från det domesticerade fåret. Köttet från ett djur under ett år kallas lamm, från de lite äldre årslamm följt av får. I Sverige ökar konsumtionen av får- och lammkött vart år, 2017 låg den årliga konsumtionen på 1,9 kg per person.

## Indelning och nomenklatur
På grund av väldigt olika prisklasser på de olika djuren (lamm är dyrast) har indelningssystem utvecklats för att försäkra konsumenten att de får den produkt de har köpt. De strikta definitionerna för lamm, årslamm och får varierar märkbart mellan länder.

### Exempel på indelning av lamm
- Lamm - ett ungt får - en fårunge, är inte ett fullvärdigt får innan de fyllt ett år
  - Dilamm - ett mjölkmatat lamm mellan 6 och 8 veckor gammalt
  - Vårlamm - ett mjölkmatat lamm mellan tre och fem månader gammalt, född under senvinter eller tidig vår och som säljs före 1 juli.
  - Årsunge - ett ungt får mellan 12 och 24 månader
  - Mjölkmatat lamm - kött från ett mjölkkoavvänjt lamm, vanligtvis mellan fyra och sex veckor gammalt och väger mellan 5,5 och 8 kg. Lammet går knappt att få tag på i länder som USA och Storbritannien där det anses oekonomiskt. Smaken och konsistensen på mjölkmatat lamm när det blivit grillat eller rostat anses allmänt[enligt vem?] vara godare än från ett äldre lamm. Mjölkmatade lamm finns i vissa regioner i Spanien och är väldigt populära till påsk i Grekland där de grillas på ett spett.
  - Spädlamm - en term som används i Australien och som inkluderar unga mjölkmatade lamm såväl som lite äldre lamm upp till runt sju månader gamla som fortfarande är beroende av deras mors mjölk. Slaktkropp från dessa lamm väger ofta mellan 14 och 30 kg.
  - Saltängslamm - köttet från får som betar på saltängar i kustliga flodmynningar som tvättas av tidvattnet och hjälper ett antal salttåliga grässorter och örter såsom havsfänkål, ängssyra och lavonium. Beroende på var saltängen är placerad kan floran se helt olika ut. Saltängslamm har länge uppskattats i Frankrike.

I många länder i öst betyder termen mutton (engelska för fårkött) getkött.

## Slaktning och tillagning

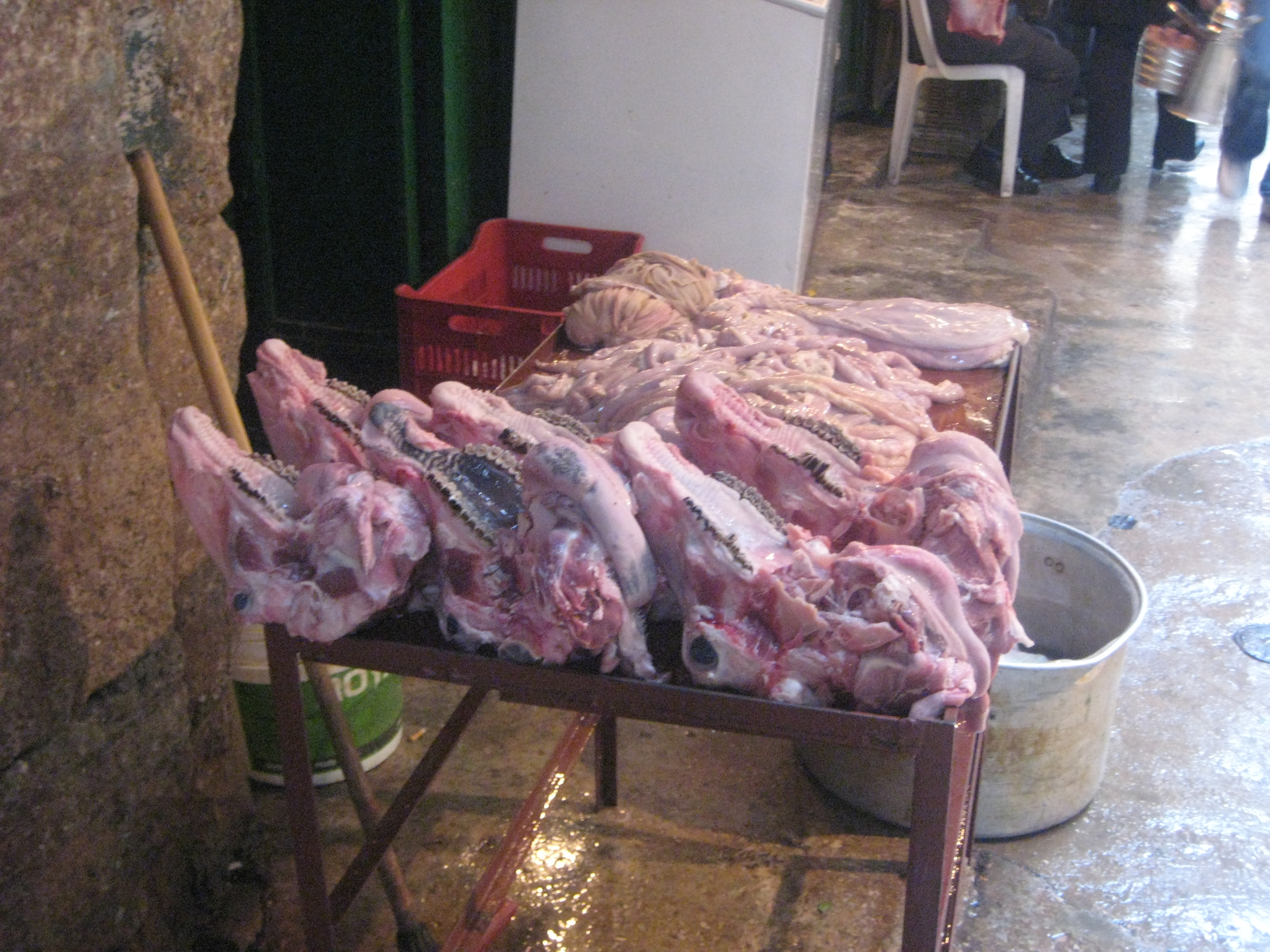
Även huvudet används i traditionell matlagning

Lammet slaktas när det är mellan en månad och ett år gammalt, med en slaktvikt på mellan 5,5 och 30 kg. Men det vanligast är slakt efter ca 4-6 månader vilket ger en slaktvikt på mellan 15 och 20 kg. Köttet är vanligtvis spädare än från äldre får och förekommer oftare i västliga länder. Årsgamla och får har en starkare smak än lamm då de innehåller en högre koncentration av fettsyra. I Sverige produceras lamm under hela året. Det slaktas på hösten, ungefär vid 15-16 månaders ålder. Får och årsgamla lamm brukar ovara mindre mört än lamm och anses passa bättre till grytor.
Lamm delas ofta in i tre delar; framdel, fransyska och bakdel. Framdelen inkluderar nacken, axeln, frambenen och revbenen upp till skulderbladet. Bakdelen inkluderar bakbenen och höften. Fransyskan inkluderar revbenen mellan de två andra delarna.
Lammstek är en mör del från bakdelen, som lämpar sig för stekning i ugn. Ibland styckas och säljs den översta delen av lammsteken separat som lammrostbiff.  
Enligt kosher får man äta får, liksom nötkött, men det måste slaktas enligt vissa principer. Man får inte äta vissa delar av fåret. Liknande regler gäller för halal.

## Traditioner
Lammkött är speciellt vanligt i medelhavsköket, Mellanösterns matlagning, indisk och kinesisk mat, av både ekonomiska och religiösa skäl. Köttet är även vanligt i matlagningen i södra Europa, i exempelvis Spanien, Frankrike och Portugal.
Vid påskmåltiden, enligt såväl judisk (pesach) som kristen tradition, är lamm huvudrätten.